# Irakli Sicharulidze
Irakli Sicharulidze (georgiska: ირაკლი სიხარულიძე), född 18 juli 1990, är en georgisk fotbollsspelare som för närvarande spelar för Lokomotivi Tbilisi i Erovnuli Liga.

## Karriär
Sicharulidze inledde sin seniorkarriär i Tbilisiklubben Dinamo Tbilisi där han mellan år 2009 och 2011 spelade 18 matcher och gjorde 2 mål i Umaghlesi Liga. År 2011 bytte han till WIT Georgia, som även dem hör hemma i Tbilisi. Under säsongen spelade han 12 matcher. Inför säsongen 2011/2012 kom han till Metalurgi Rustavi från Rustavi, strax sydöst om Tbilisi.